# Liste der Biografien/Eo
Liste der Biografien |
Portal Biografien |
Personensuche
# |
A |
B |
C |
D |
E |
F |
G |
H |
I |
J |
K |
L |
M |
N |
O |
P |
Q |
R |
S |
T |
U |
V |
W |
X |
Y |
Z |
?
 
Ea |
Eb |
Ec |
Ed |
Ee |
Ef |
Eg |
Eh |
Ei |
Ej |
Ek |
El |
Em |
En |
Eo |
Ep |
Eq |
Er |
Es |
Et |
Eu |
Ev |
Ew |
Ex |
Ey |
Ez
Die Liste der Biografien führt alle Personen auf, die in der deutschsprachigen Wikipedia einen Artikel haben. Dieses ist eine Teilliste mit 29 Einträgen von Personen, deren Namen mit den Buchstaben „Eo“ beginnt.

## Eo
- Eo, Yoon-su (* 1992), südkoreanischer E-Sportler

### Eob
- Eoban, Gefährte des heiligen Bonifatius, Heiliger, Bischof von Utecht

### Eoc
- Eochaid, König von Schottland
- Eochaid I. († 629), König von Dalriada
- Eochaid II. († 697), König von Dalriada

### Eoe
- Eoe, Maverick, nauruischer Politiker und Kraftdreikämpfer
- Eoe, Soroi (* 1954), papua-neuguineischer Politiker der Partei People’s National Party

### Eol
- Eolicus, Petrus, Humanist in Leipzig
- Eolla, Bischof von Selsey

### Eom
- Eom, Hye-won (* 1991), südkoreanische Badmintonspielerin
- Eom, Tae-goo (* 1983), südkoreanischer Filmschauspieler

### Eon
- Éon de Beaumont, Charles d’ (1728–1810), französischer Diplomat, Soldat, Schriftsteller, Degenfechter und Transvestit
- Eon von Axum, König von Axum

### Eor
- Eormenred, König von Kent
- Eormenric von Kent, König des angelsächsischen Königreiches Kent
- Eorpwald, König des angelsächsischen Königreichs East Anglia
- Eörsi, István (1931–2005), ungarischer Lyriker, Dramatiker, Prosaautor und Essayist
- Eory, Iran (1937–2002), mexikanische Schauspielerin

### Eos
- Eosander, Johann Friedrich († 1728), schwedisch-deutscher Ingenieur und Baumeister des Spätbarock
- Eössi, Andreas († 1600), siebenbürgischer Schriftsteller, Begründer der Sabbatarier

### Eot
- Eötvös de Vásaros-Námeny, Nikolaus (1716–1782), k.k. Generalmajor
- Eötvös, Ilona von (1880–1945), ungarische Bergsteigerin und Alpinistin
- Eötvös, József (1813–1871), ungarischer Schriftsteller und Staatsmann
- Eötvös, Loránd (1848–1919), ungarischer Physiker und Geophysiker
- Eötvös, Péter (1944–2024), ungarischer Komponist und DirigentPéter Eötvös (1944–2024)

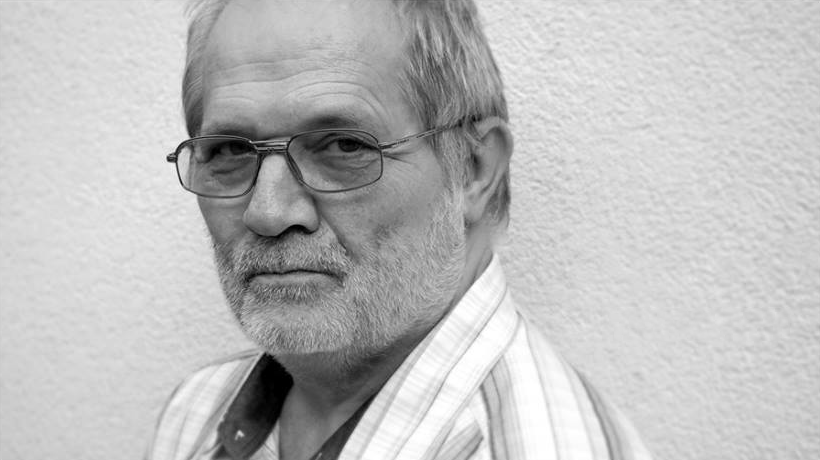
Péter Eötvös (1944–2024)

- Eötvös, Rolanda von (1878–1953), ungarische Bergsteigerin und Alpinistin
- Eötvös, Zoltán (1891–1936), ungarischer Eisschnellläufer

### Eov
- Eovaldi, Nathan (* 1990), US-amerikanischer Baseballspieler

### Eow
- Eowa († 642), König von Mercia